# أفسح الطريق للبط الصغير

الغلاف الأصلي للكتاب عام 1941

افسح الطريق للبط الصغير (بالإنجليزية:Make Way for Ducklings) هو في كتاب مرسوم للأطفال كتبه روبرت مكلوسكي. نشر لأول مرة في عام 1941 .الكتاب يحكي قصة زوج من البط البري الذي يقرر رعاية اسرتهم في جزيرة على البحيرة في حديقة بوسطن العامة الحديقة الموجودة في مركز مدينة بوسطن، ماساشوستس، الولايات المتحدة الأمريكية.
في عام 1942 فازت القصة بوسام كالديكوت الأعمال مكلوسكي المرسومة، المرسومه باغلفه الفحم على ألواح الزنك. حتى عام 2003 باع الكتاب أكثر من مليوني نسخة. شعبية الكتاب أدت إلى إقامة تمثال في حديقة بوسطن العامة البطه الام وقالت ثمانيه البط الصغير. ويعتبر التمثال شعبيا للأطفال والكبار على السواء في مدينة بوسطن. يعتبر الكتاب افسح الطريق للبط الصغير الكتاب الرسمي للأطفال في كومنولث ماساشوستس.
الكتاب تلقى بعض الانتقادات لضعف الحبكة وأيضا لضعف التشبيهات. واليوم بعد ستين عام من إصداره لا يزال الكتاب يراجع كل مره قبل نشره لتحسين الصور. الكتاب هو شعبي جدا في جميع أنحاء العالم، وبارك نوفوديفيتشي في موسكو، مثل مدينة بوسطن يحتوي على تمثال يمثل القصة.